# Comin' Home (EP)
"Comin' Home" é o primeiro extended play (EP) da cantora e compositora estadunidense Jessie James. Foi lançado em 18 de abril de 2014 pela gravadora 19 Recordings. A obra também obteve um bom desempenho comercial, atingindo a vigésima oitava posição na Billboard 200 dos Estados Unidos, além de alcançar a quinta colocação na tabela dos álbuns coutry mais comercializados no país de origem da artista e a quarta posição na tabela de álbuns independentes.

## Lista de faixas
| N.º            | Título                         | Duração |  |
| 1.             | "Girls Night"                  | 3:02    |  |
| 2.             | "Rain on the Roof of This Car" | 3:33    |  |
| 3.             | "Coming Home"                  | 3:10    |  |
| 4.             | "Diary"                        | 3:27    |  |
| 5.             | "Breaking Your Heart"          | 3:43    |  |
| 6.             | "Mama Wrote You a Lullaby"     | 2:14    |  |
| Duração total: | Duração total:                 | 19:09   |  |

## Paradas musicais
| Paradas (2014)                                | Maior posição |
| --------------------------------------------- | ------------- |
| Estados Unidos (Billboard 200)                | 28            |
| Estados Unidos (Top Country Albums)           | 5             |
| Estados Unidos (Billboard Independent Albums) | 4             |